# سونورا (آریزونا)
سونورا (به انگلیسی: Sonora) یک محدوده ثبت‌نشده در ایالات متحده آمریکا است که در آریزونا واقع شده‌است. این محل پیش از این محله ای در شهرستان پاینال، آریزونا بود اما  پس از آنکه ساکنان آن به کرنی، آریزونا منتقل شدند و آن را  برای گسترش معدن ری تخریب کردند، خالی از سکنه شد. ارتفاع تخمینی آن ۲۲۹۳ فوت (۶۹۹ متر) بالاتر از سطح دریا است.